# Bert Kragtwijk
Bert Kragtwijk (21 gennaio 1958) è un ex cestista olandese.

## Carriera
Con i Paesi Bassi ha disputato due edizioni dei Campionati europei (1977, 1979).